# Davinópolis
Davinópolis es un municipio brasilero del estado del Maranhão. Su población estimada en 2004 era de 11.890 habitantes. El nombre Davinópolis es un homenaje al exdiputado Federal Davi Alves Silva, creador de la ciudad cuando era Prefecto de Emperatriz.